# 标准煤
标准煤，亦称煤当量，是一种具有统一的热值标准。联合国规定标准煤的热值为7Mcal/kg（29300.6kJ/kg)。将不同品种、不同含量的能源按各自不同的热值换算成每千克热值为7000千卡的标准煤。为便于比较不同种类的能源产生的能量大小。